# Damona
Damona ist der Name einer keltischen Göttin. Sie ist die Partnerin des Heilgottes Bormo, als solche auch Bormana genannt. Der gallische Name ist vermutlich mit dem altirischen dam („Ochse“, „Kuh“) verwandt. Birkhan nimmt an, dass sie eine Quellnymphe war und nicht in Rinder-, sondern in Hindengestalt verehrt wurde. Eine Gleichsetzung Damona-Bormana sieht er eher kritisch.

## Verehrung
Damona wurde in den Orten Aquae Bormonis (Bourbon-Lancy, Département Saône-et-Loire, römischen Provinz Lugdunensis) im Gebiet der Häduer und  Bourbonne-les-Bains (Département Haute-Marne, römische Provinzen Gallia Belgica und Germania superior) im Gebiet der Lingonen verehrt, meist zusammen mit Apollo Bormo oder Borvo, nach dem die Bäderorte mit heißen Heilquellen benannt sind. Eine Statue der Damona stammt aus Alesia (heute Alise-Sainte-Reine), wo sie zusammen mit Moritasgus genannt wird, eine andere aus Arnay-le-Duc (beide Orte Département Côte-d’Or, römische Provinz Gallia Aquitania), wo als ihr Partner ein Gott Albius aufscheint. Auch das Götterpaar Bormanus und Bormana aus Aix-en-Diois (Lucus Augusti, römische Provinz Gallia Narbonensis) ist eine lokale Variante dieses Paares.

## Inschriften
Aus Bourbon-Lancy:
- CIL XIII, 2805 C(aius) Iulius Eporedirigis f(ilius) Magnus / pro L(ucio) Iulio Caleno filio / Bormoni et Damonae / vot(um) sol(vit)
- CIL XIII, 2806 Borvoni et Damonae / T(itus) Severius Mo/destus [o]mnib(us) / h[o]n[orib(us)] et offi[ciis
- CIL XIII, 2807 [Num(inibus?) pr]aest(antissimis?) sac[r(um)] / [3 b]asilica v[etustate collapsa(?) 3] / [3 deo(?) B]orvoni et [Damonae
- CIL XIII, 2808 [Praestantis]simis(?) Nu/[minibus] deo Bo[r]/[voni et Damonae

Aus Bourbonne-les-Bains:
- CIL XIII, 5914 Borvoni / et Damon(ae) / Aemilia / Sex(ti) fil(ia) / M[3]S
- CIL XIII, 5915 Borvoni / et Damo(nae) / Fro(n)t(o) Luc(i) f(ilius) [
- CIL XIII, 5916 Borvoni et [Da]/monae C(aius) Ia/tinius Ro/manus (L)in/g(onus) pro salu/te Cocillae / fil(iae) ex voto
- CIL XIII, 5917 Borvoni / et Damon(ae) / Iul(ia) Tiberia / Corisilla / Claud(i) Catonis Ling(onis) / v(otum) s(olvit) l(ibens) m(erito)
- CIL XIII, 5918 Deo Borvoni / et Damon(ae) / Maturia Rus/tica / v(otum) s(olvit) l(ibens) m(erito)
- CIL XIII, 5919 Borvoni / et Damo/nae / [Se]xtilia / Sexti fil(ia) / Med(iomatrica?) [
- CIL XIII, 5920 Deo Borvo(ni) / et Damon(a)e / Verrea / Veri/lla Lingo / [
- CIL XIII, 5921 Damonae Aug(ustae) / Claudia Mossia et C(aius) Iul(ius) Superstes fil(ius) / l(ocus) d(atus) ex d(ecreto) d(ecurionum) v(otum) s(olverunt) l(ibentes) m(erito)

Aus Alise-Sainte-Reine:
- AE 1965, 181 Deo Apollini Moritasgo [et] / Damonae P(ublius) Pontius Apolli[nis]

Aus Aix-en-Diois:
- CIL XII, 1561 Bormano / et Borman[ae] / P(ublius) Sappinius / Eusebes v(otum) s(olvit) / l(ibens) m(erito)

Aus Arnay-le-Duc: 
- CIL XIII, 2840 Aug(usto) sacr(um) / deo Albio et Damonae Sex(tus) Mart(ius) / Cocillus ex iussu eius v(otum) s(olvit) l(ibens) m(erito)